# Amador Fernando Enseñat y Berea
Amador Fernando Enseñat y Berea (La Coruña, 25 ottobre 1960) è un generale spagnolo, Capo di Stato Maggiore dell'Esercito spagnolo dal 6 ottobre 2021.